# HD 5388
HD 5388 är en ensam stjärna belägen i den mellersta delen av stjärnbilden Fenix. Den har en skenbar magnitud av ca 6,73 och kräver åtminstone en handkikare för att kunna observeras. Baserat på parallax enligt Gaia Data Release 2 på ca 18,8 mas, beräknas den befinna sig på ett avstånd på ca 173 ljusår (ca 53 parsek) från solen. Den rör sig bort från solen med en heliocentrisk radialhastighet på ca 39 km/s.

## Egenskaper
HD 5388 är en gul till vit stjärna i huvudserien av spektralklass F6 V. Den har en massa som är ca 1,2 solmassor, en radie som är lika med ca 1,9 solradier och har ca 4,8 gånger solens utstrålning vid en effektiv temperatur av ca 6 300 K.
HD 5388 är inte kromosfäriskt aktivt och dess metallinnehåll är omkring hälften av vad som gäller för solen.

## Planetsystem
År 2009 upptäcktes en gasjätteplanet med en massa av ca 69 Jupitermassor i bana runt stjärnan med hjälp av HARPS-instrumentet vid La Silla Observatory. Detta visades senare vara en brun dvärg snarare än en planet. Den har en elliptisk bana med en omloppsperiod på 777 ± 4 dygn.